# José Luis Correa
José Luis Correa (1962)  Es un escritor y profesor universitario español. Escribe poesía, narrativa y relato.  Forma parte de la denominada "Generación 21" de nuevos novelistas canarios, destacando por su narrativa.

## Biografía
José Luis Correa nació en Las Palmas de Gran Canaria el año 1962. Es profesor de Didáctica de la Lengua y la Literatura en la Universidad de Las Palmas de Gran Canaria y escritor.
Sus comienzos están relacionados con el relato, cuentos breves que escribe para sus estudiantes de instituto. Algunos de ellos tuvieron la fortuna de cosechar diferentes premios: el Julio Cortázar (La Laguna, 1998) o el Campus (Las Palmas, 1999). Y otros han sido publicados en la antología ¿Qué quieres que te diga? y otros cuentos.
A finales de los noventa comienza una carrera de novelista que ha sido refrendada con otras importantes distinciones: Premio Benito Pérez Armas (S. C. de Tenerife, 2000),  tiene un Premio Ciudad de Telde (2001), Premio Vargas Llosa (Murcia, 2002). Su aportación más conocida a la novela, es la de un personaje que ya forma parte del imaginario de la negra moderna: el detective Ricardo Blanco. La saga se inicia con Quince días de noviembre y continúa con Muerte en abril, Muerte de un violinista, Un rastro de sirena, Nuestra señora de la Luna, Blue Christmas, El verano en que murió Chavela,Mientras seamos jóvenes, El detective nostálgico, La noche en que se odiaron dos colores y Las dos Amelias (todas editadas por Alba). Su obra ha sido traducida a varios idiomas (alemán, finlandés, italiano).

## Su obra
José Luis Correa ha recorrido todos los pasos que giran en torno a la literatura: la afición a la lectura, la enseñanza, la investigación y la creación literaria.
Cuenta con más de una decena de títulos publicados entre los que destacan las novelas de la serie que protagoniza el detective Ricardo Blanco, publicados en Alba Editorial.
- Un tango con la muerte Eidel Editores, Las Palmas de Gran Canaria, 2000.
- Me mataron tan mal Ediciones Cajacanarias. Santa Cruz de Tenerife, 2001.
- Quince días de noviembre Alba Editorial, Barcelona, 2003.
- Échale un ojo a Carla Universidad de Murcia-Caja de Ahorros del Mediterráneo, 2003.
- Muerte en abril Alba Editorial, Barcelona, 2004.
- La hija del náufrago ACEB. Las Palmas de Gran Canaria, 2004.
- La verdadera historia de Helena-con-hache Interseptem. Santa Cruz de Tenerife, 2005.
- ¿Qué quieres que te diga? y otros cuentos Interseptem. Santa Cruz de Tenerife, 2005.
- Muerte de un violinista Alba Editorial, Barcelona, 2006.
- Una canción para Carla Almuzara, Córdoba, 2008.
- Un rastro de sirena Alba Editorial, Barcelona, 2010.
- Murmullo de Hojarasca Ed. Aguere. Santa Cruz de Tenerife, 2011.
- Nuestra Señora de la Luna Alba Editorial, Barcelona, 2012.
- Blue Christmas Alba Editorial, Barcelona, 2013.
- El verano que murió Chavela Alba Editorial, Barcelona, 2014.
- Mientras seamos jóvenes Alba Editorial, Barcelona, 2015.
- El detective nostálgico Alba Editorial, Barcelona, 2017.
- La décima caja Canarias E-Book, Las Palmas de Gran Canaria, 2017.
- Escena de terraza con suicida Ed. La Palma, Madrid, 2018.
- La noche en que se odiaron dos colores Alba Editorial, Barcelona, 2019.
- Las dos Amelias Alba Editorial, Barcelona, 2020.
- El hombre que perdía las palabras Nectarina Editorial, Tenerife, 2021.
- Para morir en la orilla Alba Editorial, Barcelona, 2022
- La estación enjaulada Alba Editorial, 2023
- El bebedor de coñac Alba Editorial, Barcelona 2025